# فؤاد معصوم

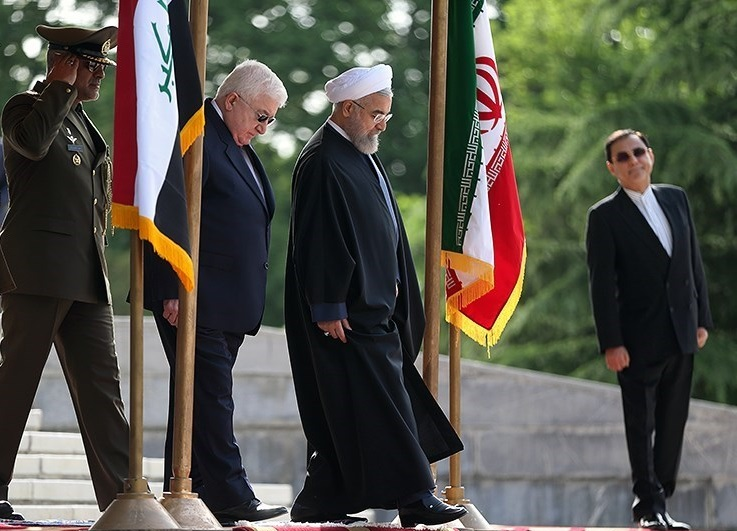
الرئيس العراقي فؤاد معصوم والرئيس الإيراني حسن روحاني

محمد فؤاد معصوم (بالكردية: محەممەد فوئاد مەعسووم‏) (ولد في 1 كانون الثاني/يناير 1938) هو سياسي عراقي كُردي شغل منصب رئيس جُمهوريَّة العراق السابع من 24 تموز/يوليو 2014 إلى 2 تشرين الأول/أكتوبر 2018 انتخب رئيسًا للجُمهوريَّة بعد الانتخابات الپرلمانيَّة عام 2014.

معصوم هو أحد قادة ومؤسسي الاتحاد الوطني الكردستاني. حاصل على دكتوراه في الفلسفة الإسلامية من جامعة الأزهر. تولى في عام 1992 منصب أول رئيس وزراء لحكومة كردستان العراق، وترأّس خلال فترة حكومة إياد علاوي رئاسة المجلس الوطني بعد عام 2003، ثم عضوًا في الجمعية الوطنية العراقية، ومن ثم أصبح النائب الأول لرئيس لجنة صياغة الدستور العراقي، ثم عضو في مجلس النواب العراقي في دورتيه الأولى والثانية.

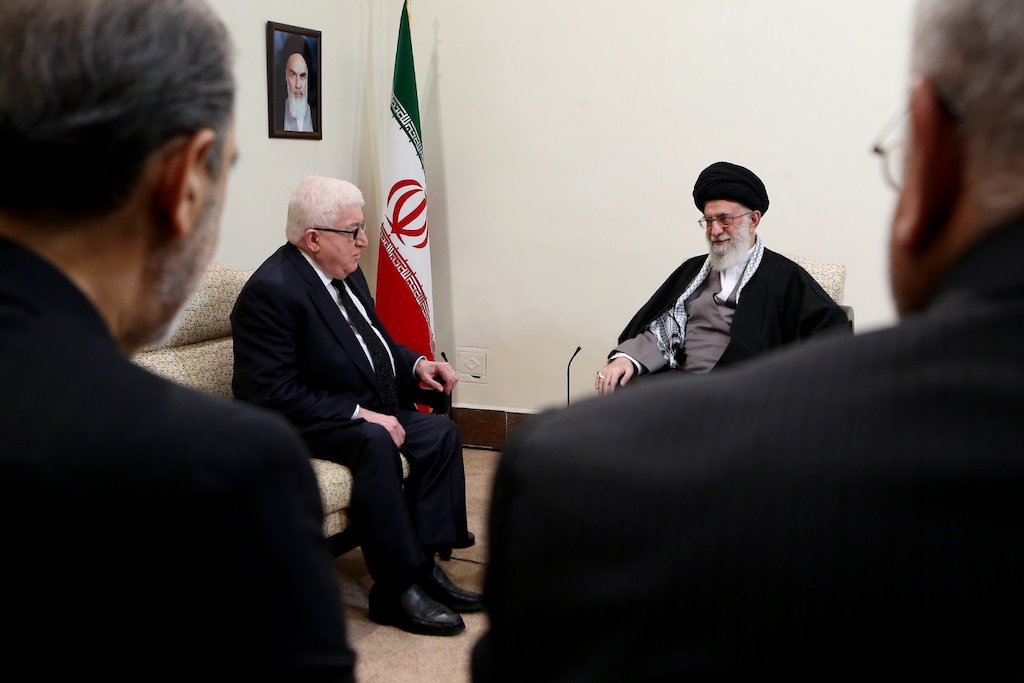
الرئيس العراقي فؤاد معصوم مع المرشد الأعلى للثورة الإسلامية الإيرانية آية الله الخامنئي

## النشأة والتعليم
ولد فؤاد معصوم في مدينة كوي سنجق في شمال العراق عام 1938م، وهو نجل الملا معصوم خضر الرئيس السابق لهيئة علماء المسلمين في كردستان الذي ينتمي إلى سلالة سياسية راسخة ذات صلات دينية إسلامية. تنحدر عائلته من قرية خبانين التابعة لهورمان. درس في مدارس دينية مختلفة في كردستان العراق حتى سن الثامنة عشرة، ودرس القانون والشريعة في جامعة بغداد. في عام 1958 سافر فؤاد معصوم إلى القاهرة لإكمال تعليمه العالي في جامعة الأزهر. عمل أستاذا في جامعة البصرة عام 1968. حصل على درجة الدكتوراه في الفلسفة الإسلامية من الأزهر عام 1975.

## الحياة العملية والسياسية
زاول مهنة التدريس في علم الفلسفة العامة وفلسفة العلوم في كليات الآداب والتربية والعلوم في جامعة البصرة، وخلال فترة منتصف السبعينيات للسنوات من 1973 إلى 1975، عمل ممثلا رسميا للحركة الكردية في القاهرة، وبعدها عاد إلى العراق وشارك في تأسيس الاتحاد الوطني الكردستاني عام 1975، وفي عام 1992، تولّى منصب أول (رئيس وزراء لحكومة كردستان العراق) المنشقة عن الحكومة العراقية إبّان حكم الرئيس العراقي الراحل صدام حسين، ثم ترك المنصب وتفرَّغ للعمل الحزبي حتى سقوط بغداد في 9 نيسان 2003، وترأّس خلال فترة حكومة الدكتور إياد علاوي رئاسة المجلس الوطني الذي كان نواة لبداية تشكيل الدولة العراقية الحديثة بعد غزو العراق عام 2003، وبعدها أصبح عضوا منتخبا في الجمعية الوطنية العراقية، ومن ثم أصبح النائب الأول لرئيس لجنة صياغة الدستور العراقي، ثم شغل منصب عضو في مجلس النواب العراقي في دورتيه الأولى والثانية، وكان رئيس التحالف الكردستاني في مجلس النواب العراقي.

### تولّي الرئاسة
انتخبه مجلس النواب العراقي لمنصب رئيس جمهورية العراق في الدورة الانتخابية الثالثة في يوم 24 تموز 2014م، وبعد إجراء جولتين انتخابيتين حصل في الجولة الأولى على 175 صوتا وفاز في الجولة الثانية بحصوله على 250 صوتًا، وأدى القسم القانوني لمنصب الرئاسة أمام رئيس المحكمة الاتحادية العليا القاضي مدحت المحمود وأمام مجلس النواب.
| سبقه جلال طالباني | رئيس جمهورية العراق 2014 - 2018 | تبعه برهم صالح |